# Бюснах, Вильям Бертран
Вильям Бертран Бюснах (фр. William Bertrand Busnach; 7 марта 1832, Париж — 20 января 1907, Париж) — французский писатель
, драматург и либреттист
.

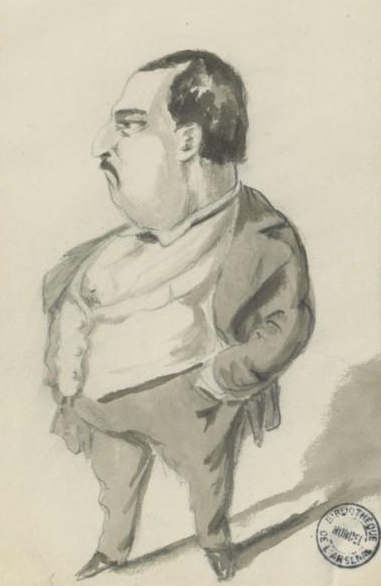
Бюснах (шарж Леритье)

Сын одного из лидеров еврейской общины Алжира, по материнской линии племянник композитора Фроманталя Галеви. В молодые годы служил в таможенном ведомстве, затем полностью посвятил себя драматургии. С 1867 г. возглавлял парижский театр «Атеней» (фр. Théatre de l'Athénée). Был известен в Париже как автор водевилей. Написал ряд оперных либретто, в том числе для опер Анри Шарля Литольфа «Элоиза и Абеляр» (1872), Шарля Лекока «Али Баба» (1887), Эдмона Одрана «Красное яйцо» (1890) — две последние в соавторстве с Альбером Ванлоо; сотрудничал также с Жаком Оффенбахом и Жоржем Бизе. Среди наиболее известных инсценировок Бюснаха — переложение для сцены романа Эмиля Золя «Западня», поставленное в Париже в 1879 году; за ним последовали инсценировки других романов Золя: «Нана», «Чрево Парижа», «Жерминаль».
Бюснаху принадлежит также ряд собственных повестей и романов, из которых наибольшей популярностью пользовалась повесть для детей «Маленький сорванец» (фр. Le petit gosse; 1889), переведённая и на русский язык («История покинутого мальчика», 1903; переработанный перевод под названием «Подкидыш» переиздан в 2011 г.).